# Episodi di Good Girls (terza stagione)
La terza stagione della serie televisiva Good Girls, composta da 11 episodi, è stata trasmessa in prima visione negli Stati Uniti d'America sulla NBC, dal 16 febbraio al 3 maggio 2020. Dei 16 episodi ordinati inizialmente per la terza stagione, solo 11 sono stati prodotti e trasmessi, a causa della sospensione delle riprese dovuta alla pandemia di COVID-19 del 2019-2021.
In Italia la stagione è stata interamente pubblicata il 26 luglio 2020, su Netflix.
| nº | Titolo originale    | Titolo italiano       | Prima TV USA     | Pubblicazione Italia |
| -- | ------------------- | --------------------- | ---------------- | -------------------- |
| 1  | Find Your Beach     | Trova la tua spiaggia | 16 febbraio 2020 | 26 luglio 2020       |
| 2  | Not Just Cards      | Non solo biglietti    | 23 febbraio 2020 | 26 luglio 2020       |
| 3  | Egg Roll            | Uovo fritto           | 1 marzo 2020     | 26 luglio 2020       |
| 4  | The Eye in Survivor | Sopravvivenza         | 8 marzo 2020     | 26 luglio 2020       |
| 5  | Au Jus              | Au Jus                | 15 marzo 2020    | 26 luglio 2020       |
| 6  | Frère Jaques        | Fra' Martino          | 22 marzo 2020    | 26 luglio 2020       |
| 7  | Vegas Baby          | Vegas, baby           | 29 marzo 2020    | 26 luglio 2020       |
| 8  | Nana                | Nonna                 | 5 aprile 2020    | 26 luglio 2020       |
| 9  | Incentive           | Incentivo             | 19 aprile 2020   | 26 luglio 2020       |
| 10 | Opportunity         | Opportunità           | 26 aprile 2020   | 26 luglio 2020       |
| 11 | Synergy             | Sinergia              | 3 maggio 2020    | 26 luglio 2020       |